# La leyenda del tiempo (película)
Es la segunda película del director español Isaki Lacuesta. Rodada en Cádiz, Jerez de la Frontera, San Fernando, Barbate y Barcelona

## Sinopsis
Dos historias paralelas con el común denominador de la admiración por el cante de Camarón de la Isla: las de Israel, un chico de San Fernando que canta flamenco y al que le está cambiando la voz, y la de Makiko, una joven japonesa que desea cantar como Camarón y decide viajar hasta Andalucía para poder expresar todos sus sentimientos a través del cante.

## Género
cine de autor

## Personajes reales
Ésta es una película de personajes reales, abierta a lo inesperado y escrita en presente, a medida que los sucesos fortuitos y los imaginados se entrecuzaban. También es una película sobre el momento del cambio, que busca retratar ese momento, tan desapercibido, en que mudamos de piel para convertirnos en alguien distinto al que éramos ayer. 

## Premios
- Especial del jurado a la mejor película. Festival de Las Palmas
- Al mejor actor para Israel Gómez. Festival de Las Palmas
- Silver Apricot International Film Festival of Yereban
- Mejor película y mejor sonido. Festival Alcances. Cádiz
- Spanish Film Comission. Festival de San Sebastián
- Mejor película, dirección y guion. Festival Internacional de Guayaquil (Ecuador)
- Mejor film del año. Asociación de críticos de Catalunya
- Del público. Festival de cine Latino de Tuebingen
- Mención especial del jurado y del jurado joven. Festival de Nantes